# Malerkotla
Malerkotla là một thành phố và là nơi đặt hội đồng đô thị (municipal council) của quận Sangrur thuộc bang Punjab, Ấn Độ.

## Nhân khẩu
Theo điều tra dân số năm 2001 của Ấn Độ, Malerkotla có dân số 106.802 người. Phái nam chiếm 53% tổng số dân và phái nữ chiếm 47%. Malerkotla có tỷ lệ 55% biết đọc biết viết, thấp hơn tỷ lệ trung bình toàn quốc là 59,5%: tỷ lệ cho phái nam là 61%, và tỷ lệ cho phái nữ là 49%. Tại Malerkotla, 13% dân số nhỏ hơn 6 tuổi.